# UCI World Tour
A UCI World Tour a Nemzetközi Kerékpáros-szövetség (UCI) által minden évben kiírt országúti kerékpáros versenysorozat, amely 2011-ben váltotta fel a korábbi ProTour-t és a 2009-2010 között létezett világranglistát. Jelenleg ez a legrangosabb országúti  sorozat, amely összesen 35 versenyt tartalmaz.  A rangsorban az UCI ProSeries, illetve a különböző kontinentális versenyeket összefogó  UCI Continental Circuits követik. Az UCI WorldTeam kategóriába 2023-ban besorolt 18 csapatnak valamennyi World Tour versenyen részt kell vennie, míg az UCI ProTeam csapatok közül a 2022-ben legjobban szerepelt Lotto Dstny és a TotalEnergies automatikusan meghívást kap az összes versenyre, míg az Israel – Premier Tech a Grand Tourok kivételével kap meghívást a többi, a sorozat részét képező versenyre. Az egyes versenyeken fennmaradó további helyekre a versenyszervezők szabadkártyával hívhatnak meg csapatokat.

## Versenyek
A World Tour versenysorozatot változó számú,  jelenleg összesen 35 verseny alkotja, az alábbiak szerint: 
- A három Grand Tour, azaz a Tour de France, a Giro d'Italia, valamint a Vuelta de España
- Az öt Monumentum egynapos verseny
- Nyolc további többszakaszos verseny Európában
- Tizenhárom további egynapos verseny Európában
- Egy-egy többszakaszos verseny Ausztráliában, az Egyesült Emirátusokban és Kínában
- Egy egynapos verseny Ausztráliában
- Két egynapos verseny Kanadában

A COVID-19 járvány miatt 2020-ban 15 verseny maradt el, míg számos másik verseny, így a Grand Tourok időpontját is mozgatni kellett az éven belül. 2021-ben szintén nem sikerült minden versenyt megrendezni, de ebben az évben már csak hat eseményt kellett a naptárból törölni. 2022-ben a két ausztrál verseny kivételével valamennyi verseny megrendezésre került. 2023-ban a kínai járványügyi helyzettől függően kerülhetnek megrendezésre a versenyek.

### Az egyes versenyeken szerezhető UCI-pontok
A 2020-2022 közötti időszakban alkalmazott pontrendszer volt az első, ahol a hároméves licenszidőszak végén a pontok határozták meg, mely csapatok maradhatnak WorldTeam besorolásban, épp ezért a pontrendszer jelentősége és a megszerzett pontok száma ténylegesen fontossá vált. A pontrendszeren belüli egyenlőtlenségeket (pld. hogy egy Tour de France szakaszon szerzett győzelem kevesebb pontot ért, mint egy egynapos harmadosztályú verseny megnyerése) számos kritika érte. 
A kritikák hatására az UCI a 2023-2025 közötti időszakra módosított a megszerezhető pontok mennyiségén és eloszlásán, növekedett a megszerezhető pontok száma a Grand Tourokon és a kiemelt versenyeken. A 2023-tól elérhető pontok a következők:
| Verseny | Verseny | Világranglistapontok | Világranglistapontok | Világranglistapontok | Világranglistapontok       |
| Verseny | Verseny | Nyertes              | Második helyezett    | Harmadik helyezett   | Utolsó pontszerző helyezés |
| --- | --- | -------------------- | -------------------- | -------------------- | -------------------------- |
| Tour de France | Versenyeredmény | 1300                 | 1040                 | 880                  | 60. (10 pont)              |
| Tour de France | Minden szakasz | 210                  | 150                  | 110                  | 15. (5 pont)               |
| Giro d'Italia Vuelta a España                                                                                                   | Versenyeredmény | 1100                 | 885                  | 750                  | 60. (8 pont)               |
| Giro d'Italia Vuelta a España                                                                                                   | Minden szakasz | 180                  | 130                  | 95                   | 15. (2 pont)               |
| Tour Down Under Párizs-Nizza Tirreno–Adriatico Tour de Romandie Critérium du Dauphiné Tour de Suisse                            | Versenyeredmény | 500                  | 400                  | 325                  | 60. (3 pont)               |
| Tour Down Under Párizs-Nizza Tirreno–Adriatico Tour de Romandie Critérium du Dauphiné Tour de Suisse                            | Minden szakasz | 60                   | 40                   | 30                   | 10. (2 pont)               |
| Katalán körverseny Baszk körverseny Tour de Pologne Benelux körverseny                                                          | Versenyeredmény | 400                  | 320                  | 260                  | 60. (2 pont)               |
| Katalán körverseny Baszk körverseny Tour de Pologne Benelux körverseny                                                          | Minden szakasz | 50                   | 30                   | 25                   | 10. (1 pont)               |
| UAE Tour Tour of Guangxi | Versenyeredmény | 300                  | 250                  | 215                  | 60. (1 pont)               |
| UAE Tour Tour of Guangxi | Minden szakasz | 40                   | 25                   | 20                   | 10. (1 pont)               |
| Milánó–Sanremo Flandriai körverseny Párizs–Roubaix-kerékpárverseny Liège–Bastogne–Liège Giro di Lombardia                       | Milánó–Sanremo Flandriai körverseny Párizs–Roubaix-kerékpárverseny Liège–Bastogne–Liège Giro di Lombardia                       | 800                  | 640                  | 520                  | 60. (5 pont)               |
| Gent–Wevelgem Amstel Gold Race Grand Prix Cycliste de Québec Grand Prix Cycliste de Montréal                                    | Gent–Wevelgem Amstel Gold Race Grand Prix Cycliste de Québec Grand Prix Cycliste de Montréal                                    | 500                  | 400                  | 325                  | 60. (3 pont)               |
| E3 Saxo Bank Classics La Flèche Wallonne Clásica San Sebastián BEMER Cyclassics Bretagne Classics – Ouest-France Strade Bianche | E3 Saxo Bank Classics La Flèche Wallonne Clásica San Sebastián BEMER Cyclassics Bretagne Classics – Ouest-France Strade Bianche | 400                  | 320                  | 260                  | 60 (2 pont)                |
| Cadel Evans Great Ocean Road Race Omloop Het Nieuwsblad Dwars door Vlaanderen Eschborn-Frankfurt Driedaagse Brugge – De Panne   | Cadel Evans Great Ocean Road Race Omloop Het Nieuwsblad Dwars door Vlaanderen Eschborn-Frankfurt Driedaagse Brugge – De Panne   | 300                  | 250                  | 215                  | 60. (1 pont)               |

### Az egyes versenyek győztesei a versenynaptár 2017-es bővítését követően
| Év                              | 2017                     | 2018                     | 2019          | 2020                             | 2021                             | 2022                             | 2023                             |
| ------------------------------- | ------------------------ | ------------------------ | ------------- | -------------------------------- | -------------------------------- | -------------------------------- | -------------------------------- |
| Tour Down Under                 | Porte                    | Impey                    | Impey         | Porte                            | Törölve                          | Törölve                          | Vine                             |
| Great Ocean Road Race           | Arndt                    | McCarthy                 | Viviani       | Devenyns                         | Törölve                          | Törölve                          | Mayrhofer                        |
| UAE Tour                        | Costa                    | Valverde                 | Roglič        | A. Yates                         | Pogačar                          | Pogačar                          | Evenepoel                        |
| Omloop Het Nieuwsblad           | Van Avermaet             | Valgren                  | Štybar        | Stuyven                          | Ballerini                        | van Aert                         | Van Baarle                       |
| Strade Bianche                  | Kwiatkowski              | Benoot                   | Alaphilippe   | van Aert                         | van der Poel                     | Pogačar                          | Pidcock                          |
| Párizs–Nizza                    | Henao                    | Soler                    | Bernal        | Schachmann                       | Schachmann                       | Roglič                           | Pogačar                          |
| Tirreno–Adriatico               | Quintana                 | Kwiatkowski              | Roglič        | S. Yates                         | Pogačar                          | Pogačar                          | Roglič                           |
| Milánó–Sanremo                  | Kwiatkowski              | Nibali                   | Alaphilippe   | van Aert                         | Stuyven                          | Mohorič                          | van der Poel                     |
| Katalán körverseny              | Valverde                 | Valverde                 | López         | Törölve                          | A. Yates                         | Higuita                          | Roglič                           |
| Classic Brugge-De Panne         | Az UCI Europe Tour része | Az UCI Europe Tour része | Groenewegen   | Lampaert                         | S. Bennett                       | Merlier                          | Philipsen                        |
| E3 Saxo Bank Classic            | Van Avermaet             | Terpstra                 | Štybar        | Törölve                          | Asgreen                          | van Aert                         | van Aert                         |
| Gent–Wevelgem                   | Van Avermaet             | Sagan                    | Kristoff      | Pedersen                         | van Aert                         | Girmay                           | Laporte                          |
| Dwars door Vlaanderen           | Lampaert                 | Lampaert                 | van der Poel  | Törölve                          | van Baarle                       | van der Poel                     | Laporte                          |
| Flandriai körverseny            | Gilbert                  | Terpstra                 | Bettiol       | van der Poel                     | Asgreen                          | van der Poel                     | Pogačar                          |
| Baszk körverseny                | Valverde                 | Roglič                   | Izagirre      | Törölve                          | Roglič                           | Martínez                         | Vingegaard                       |
| Párizs–Roubaix                  | Van Avermaet             | Sagan                    | Gilbert       | Törölve                          | Colbrelli                        | van Baarle                       | van der Poel                     |
| Török körverseny                | Ulissi                   | Prades                   | Großschartner | UCI ProSeries sorozat része      | UCI ProSeries sorozat része      | UCI ProSeries sorozat része      | Nem szerepelt a versenynaptárban |
| Amstel Gold Race                | Gilbert                  | Valgren                  | van der Poel  | Törölve                          | van Aert                         | Kwiatkowski                      | Pogačar                          |
| La Flèche Wallonne              | Valverde                 | Alaphilippe              | Alaphilippe   | Hirschi                          | Alaphilippe                      | Teuns                            | Pogačar                          |
| Liège–Bastogne–Liège            | Valverde                 | Jungels                  | Fuglsang      | Roglič                           | Pogačar                          | Evenepoel                        | Evenepoel                        |
| Tour de Romandie                | Porte                    | Roglič                   | Roglič        | Törölve                          | Thomas                           | Vlaszov                          | A.Yates                          |
| Eschborn-Frankfurt              | Kristoff                 | Kristoff                 | Ackermann     | Törölve                          | Philipsen                        | Bennett                          | Kragh Andersen                   |
| Kaliforniai körverseny          | G. Bennett               | Bernal                   | Pogačar       | Nem szerepelt a versenynaptárban | Nem szerepelt a versenynaptárban | Nem szerepelt a versenynaptárban | Nem szerepelt a versenynaptárban |
| Giro d'Italia                   | Dumoulin                 | Froome                   | Carapaz       | Geoghegan Hart                   | Bernal                           | Hindley                          | Roglič                           |
| Critérium du Dauphiné           | Fuglsang                 | Thomas                   | Fuglsang      | Martínez                         | Porte                            | Roglič                           | Vingegaard                       |
| Tour de Suisse                  | Špilak                   | Porte                    | Bernal        | Törölve                          | Carapaz                          | Thomas                           | Skjelmose                        |
| Tour de France                  | Froome                   | Thomas                   | Bernal        | Pogačar                          | Pogačar                          | Vingegaard                       | Vingegaard                       |
| Clásica San Sebastián           | Kwiatkowski              | Alaphilippe              | Evenepoel     | Törölve                          | Powless                          | Evenepoel                        | Evenepoel                        |
| London–Surrey Classic           | Kristoff                 | Ackermann                | Viviani       | Törölve                          | Nem szerepelt a versenynaptárban | Nem szerepelt a versenynaptárban | Nem szerepelt a versenynaptárban |
| Tour de Pologne                 | Teuns                    | Kwiatkowski              | Szivakov      | Evenepoel                        | Almeida                          | Hayter                           | Mohorič                          |
| BEMER Cyclassics                | Viviani                  | Viviani                  | Viviani       | Törölve                          | Törölve                          | Haller                           | Pedersen                         |
| Benelux Tour                    | Dumoulin                 | Mohorič                  | De Plus       | van der Poel                     | Colbrelli                        | Törölve                          | Wellens                          |
| Bretagne Classic-Ouest-France   | Viviani                  | Naesen                   | Vanmarcke     | Matthews                         | Cosnefroy                        | van Aert                         | Madouas                          |
| Vuelta a España                 | Froome                   | S. Yates                 | Roglič        | Roglič                           | Roglič                           | Evenepoel                        |                                  |
| Grand Prix Cycliste de Québec   | Sagan                    | Matthews                 | Matthews      | Törölve                          | Törölve                          | Cosnefroy                        | De Lie                           |
| Grand Prix Cycliste de Montréal | Ulissi                   | Matthews                 | Van Avermaet  | Törölve                          | Törölve                          | Pogačar                          | A.Yates                          |
| Il Lombardia                    | Nibali                   | Pinot                    | Mollema       | Fuglsang                         | Pogačar                          | Pogačar                          |                                  |
| Tour of Guangxi                 | Wellens                  | Moscon                   | Mas           | Törölve                          | Törölve                          | Törölve                          |                                  |

## Egyéni ranglista
A Nemzetközi Kerékpáros-szövetség 2009 és 2018 között minden évben a World Tour versenyeken megszerzett pontok alapján egy összesített eredményt is hirdetett. Ezen nyerteseket az alábbi táblázat foglalja össze. 2019 óta ezt a számítást nem folytatja az UCI, csak a valamennyi (nem csak World Tour) versenyen megszerzett eredményt figyelembe vevő világranglistát teszik közzé folyamatosan. (A világranglistán 2019-ben és 2020-ban a szlovén Primož Roglič volt a legjobb, 2021-ben pedig a szintén szlovén Tadej Pogačar)
| Év   | Egyéni                                | Csapat             | Ország        |
| ---- | ------------------------------------- | ------------------ | ------------- |
| 2009 | Alberto Contador (Astana)             | Astana             | Spanyolország |
| 2010 | Joaquim Rodríguez (Katyusa)           | Team Saxo Bank     | Spanyolország |
| 2011 | Philippe Gilbert (Omega Pharma–Lotto) | Omega Pharma–Lotto | Olaszország   |
| 2012 | Joaquim Rodríguez (Katyusa)           | Team Sky           | Spanyolország |
| 2013 | Joaquim Rodríguez (Katyusa)           | Movistar Team      | Spanyolország |
| 2014 | Alejandro Valverde (Movistar Team)    | Movistar Team      | Spanyolország |
| 2015 | Alejandro Valverde (Movistar Team)    | Movistar Team      | Spanyolország |